# Sporus
Cet article concerne l'un des favoris de Néron. Pour l'astronome et mathématicien grec, voir Sporus de Nicée.

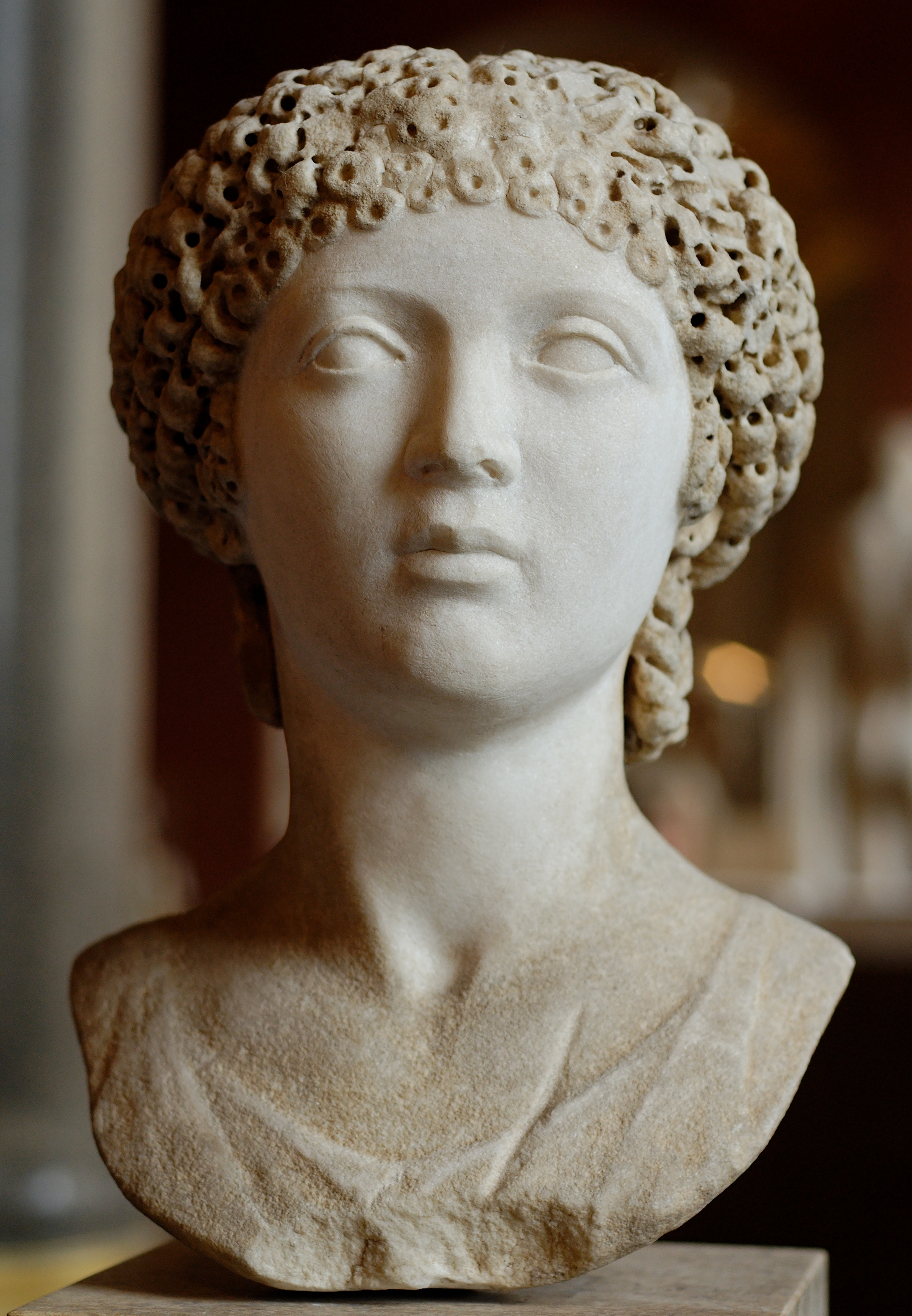
Buste possible de Poppée, à qui Sporus aurait ressemblé

Sporus était un jeune favori de l'empereur Néron, qui le fit castrer, puis l'épousa,,,.

## Origine du nom
Sporus provient du mot grec ancien σπορά / sporá, qui signifie « semailles, ensemencement » et se rattache à σπόρος / spóros, qui signifie « grain, graine, germe, semence ». Les références à cette personne utilisent toujours Sporus, nom masculin, alors que le nom féminin serait Spora.

## Vie
On sait peu de choses du passé de Sporus, si ce n'est qu'il était un jeune homme que Néron prit en affection. C'était un puer delicatus (« tendre enfant »), qu'on castrait parfois afin d'en préserver les qualités juvéniles. Le puer delicatus était en général un esclave enfant que son maître choisissait en raison de sa beauté pour en faire son jouet sexuel. Malgré cela, Dion Cassius le qualifie d'affranchi,.

### Mariage avec Néron

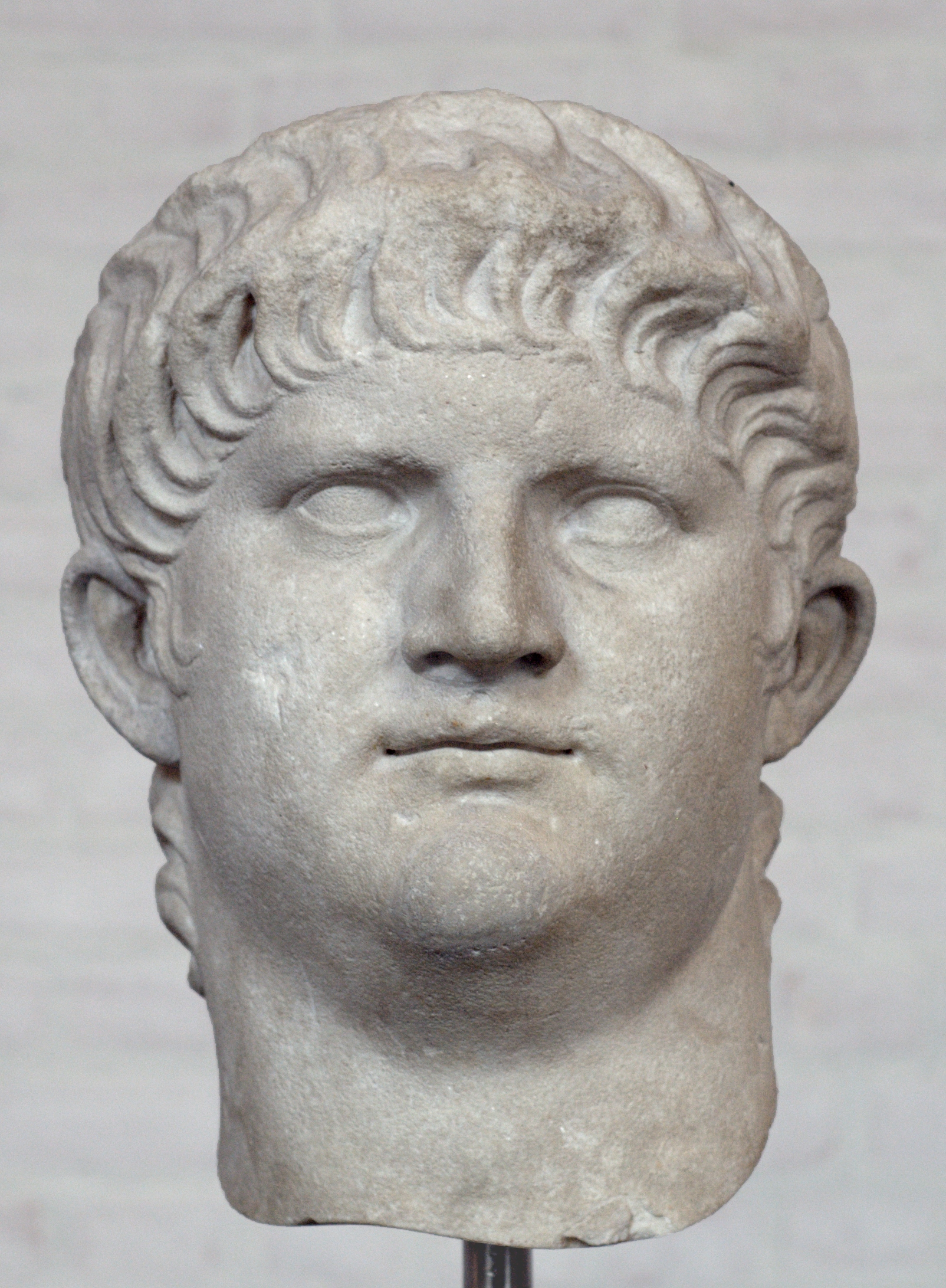
Tête de Néron à la Glyptothèque de Munich

La liaison avec Sporus arriva après la mort de la femme de Néron, Poppée Sabina, en 65. Au début de 66, Néron épouse Statilia Messalina, puis, la même année ou un an plus tard, se marie à Sporus.
Pendant leur mariage, Néron fit paraître Sporus en public comme sa femme, habillé des atours coutumiers des impératrices romaines, puis l'amena en Grèce avant de rentrer à Rome. Calvia Crispinilla fut nommée maîtresse de la garde-robe de Sporus (epitropeia ten peri estheta). Néron était déjà marié à un autre affranchi, Pythagoras (en), qui jouait le rôle de mari auprès de lui, comme Sporus jouait le rôle de femme auprès de Néron. On s'adressait notamment à Sporus comme madame, impératrice ou maîtresse. Suétone cite un Romain de cette époque qui fit remarquer que le monde se serait porté mieux si le père de Néron, Gnaeus Domitius Ahenobarbus, avait eu ce genre d'épouse.
Il se peut que Néron ait épousé Sporus pour apaiser les sentiments de culpabilité qu'il aurait éprouvés après avoir tué sa femme enceinte à coups de pied (cette cause de la mort de Poppée est mise en cause par de nombreux historiens modernes). Suétone passe ceci sous silence et insère l'histoire de Sporus dans ses écrits sur les aberrations sexuelles de Néron, qui vont du viol d'une vestale à l'inceste avec sa mère. Dion Cassius en rend compte de façon plus détaillée ; selon cet historien, Sporus présentait une étrange ressemblance avec Poppée Sabina, et Néron l'appelait même du nom de sa femme décédée.

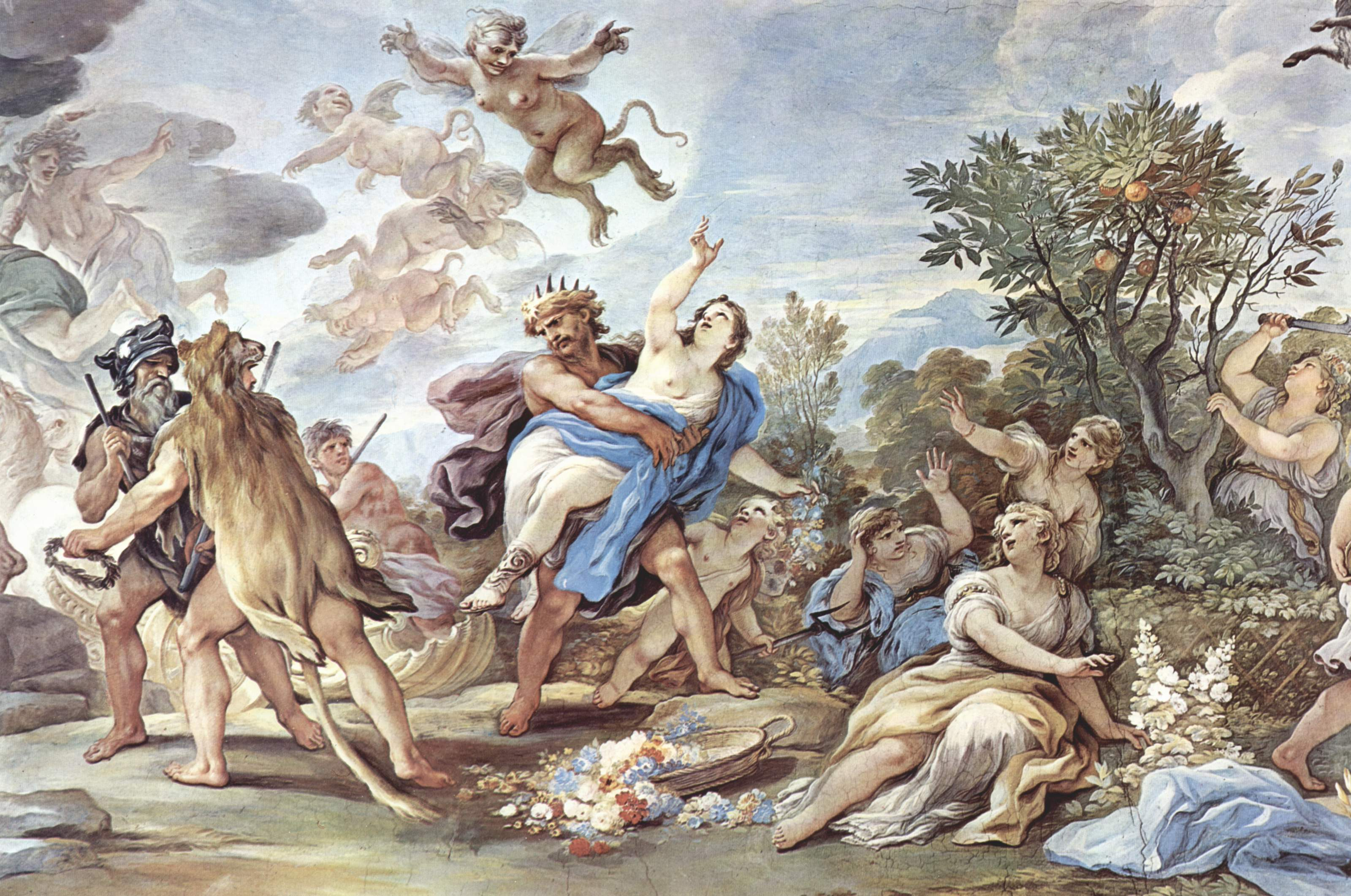
Le Rapt de Proserpine de Luca Giordano

Peu avant la mort de l'empereur, pendant le festival des calendes, Sporus offrit à Néron un anneau avec une pierre précieuse représentant le rapt de Proserpine, qui était alors considéré comme l'un des nombreux mauvais présages annonçant la chute de Néron. Ce rapt est l'histoire décrivant le maître des enfers forçant une jeune fille à devenir sa fiancée.
Sporus était l'un des quatre compagnons de Néron lorsque celui-ci fit son dernier voyage en juin 68, et c'est à lui, et non à Messaline, que Néron fait appel pour les lamentations rituelles avant de se suicider,.

### Après la mort de Néron
Peu après la mort de Néron, Sporus est donné au préfet du prétoire Nymphidius Sabinus, qui avait participé à la dernière conspiration contre Néron et persuadé la garde prétorienne d'abandonner l'empereur. Ce dernier est néanmoins tué par ses propres soldats lorsqu'il essaye de se faire déclarer empereur. Nymphidius traita Sporus comme s'ils étaient mariés et l'appela Poppée,.
Après la mort de Nymphidius, Sporus commence des relations intimes avec Othon, en 69. L'empereur est également tué par ses ennemis la même année. Vitellius prévoit alors de faire jouer le rôle du personnage principal du rapt de Proserpine à Sporus pour le plaisir de la foule pendant l'un des combats de gladiateurs. Sporus se suicide pour éviter cette humiliation,, son âge n’excédant probablement pas 20 ans à sa mort.

## Œuvre de fiction
Sporus est le personnage principal du livre Moi, Sporus, prêtre et putain de Cristina Rodríguez.